# Szerafimovicsi járás

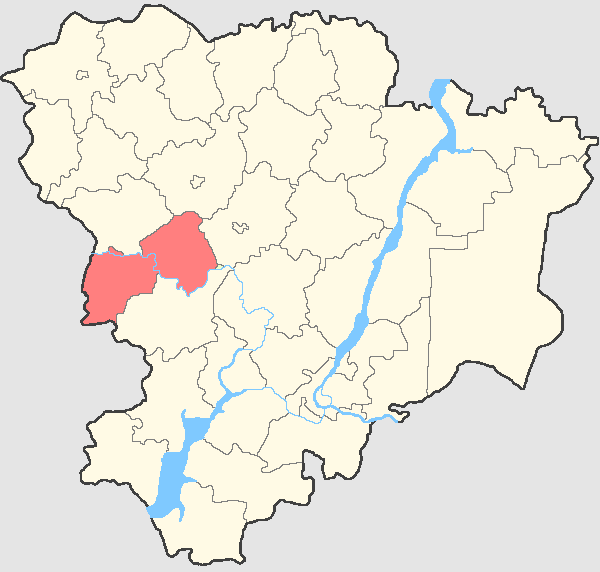
A Szerafimovicsi járás a Volgográdi területen

A Szerafimovicsi járás (oroszul Серафимовичский муниципальный район) Oroszország egyik járása a Volgográdi területen. Székhelye Szerafimovics.

## Népesség
- 1989-ben 27 684 lakosa volt.
- 2002-ben 27 137 lakosa volt.
- 2010-ben 25 378 lakosa volt, melyből 23 428 orosz, 256 ukrán, 253 üzbég, 208 mari, 181 örmény, 139 csecsen, 131 udmurt, 119 azeri, 85 fehérorosz, 61 mordvin, 40 német, 36 tatár, 35 kazah, 32 csuvas, 30 kumik, 30 tadzsik, 29 dargin, 20 grúz, 18 cigány, 17 moldáv stb.